# Nativel Preciado
Natividad Isabel González Preciado (Madrid, 1948) es una periodista y escritora española, conocida como  Nativel Preciado.

## Biografía
Se formó como periodista en el diario falangista Arriba, donde permaneció hasta 1966 y de donde pasó al desaparecido diario Madrid, en el que permaneció hasta 1971.
Especializada en información política, fue testigo y transmisora de los importantes acontecimientos acaecidos durante la época de la Transición desde Diario ABC y la revista Interviú. En 1982 se incorpora a la redacción de la recién creada revista Tiempo. 
Su actividad como columnista de opinión en prensa escrita la ha compaginado con la participación en tertulias y debates tanto en radio como en televisión. En la radio, tras colaborar con Luis del Olmo en Protagonistas en Onda Cero, se incorporó a la Cadena SER en 1996 y desde entonces es una de las tertulianas habituales en los programas Hoy por hoy La Ventana y Hora 25 hasta mediados de 2011.
En televisión ha intervenido en los espacios Hermida y Cía (1994-1996), La hora H (1996-1997), El primer café (1999-2003), con Isabel San Sebastián y La respuesta (2003-2004), Ruedo Ibérico (2004-2005) todos ellos en Antena 3, así como 59 segundos (2004-2012) en TVE.
Desde finales de los años sesenta ha cultivado el género de la biografía y ha escrito entre otras las de los boxeadores Cassius Clay y José Legrá.
En 2012 presenta un nuevo libro sobre su contacto y experiencia con las nuevas tecnologías, y más concretamente con Twitter. Además reflexiona sobre el paso del tiempo. Se titula "Si yo tuviera 100.000 seguidores".
Actualmente, colabora como analista en Los Desayunos de TVE (2008-actualidad), El debate de la 1, Al rojo vivo (2011-actualidad) en y La Sexta Noche (2013-actualidad) en la Sexta. Forma parte del equipo de colaboradores de la revista de actualidad Tiempo de Hoy.

## Premios
- 1986, Premio Francisco Cerecedo.
- 1989, Premio Víctor de la Serna.
- 1999, Finalista del Premio Planeta, por su primera novela El egoísta.
- 2000, Premio Pluma de Plata del Club de la Escritura.[6]
- 2007, Premio Primavera de Novela, por Camino de hierro.
- 2014, Premio Fernando Lara de Novela, por "Canta sólo para mí".[7]
- 2018, Premio de Honor de la Asociación de la Prensa de Madrid a los méritos de toda una vida profesional.
- 2019, Premio Internacional de Periodismo Manuel Alcántara de la Universidad de Málaga.
- 2021, Premio Azorín de Novela por la obra titulada El santuario de los elefantes.[8]

## Libros
- 1969, Biografía completa de Cassius Clay.
- 1969, Biografía completa de Legrá.
- 1973, Las folclóricas.
- 1975, La cara de los Borbones.
- 1991, Fuera de campo.
- 1996, El sentir de las mujeres.
- 1998, Amigos íntimos.
- 1999, El egoísta.
- 2000, Ser feliz.
- 2000, Extrañas parejas.
- 2002, Hablemos de la vida, con José Antonio Marina.
- 2003, Bodas de plata.
- 2006, Camino de hierro.
- 2008, Llegó el tiempo de las cerezas.
- 2011, Nadie pudo con ellos.
- 2012, Si yo tuviera 100.000 seguidores.
- 2014, Canta solo para mí.
- 2016, Hagamos Memoria
- 2019, El Nobel y la corista
- 2021, El Santuario de los Elefantes.
- 2024, Palabras para Olivia
- 2025, El pan de mis hijos